# 이와기촌
이와기촌(岩城村)은 에히메현 오치군에 속했던 촌이다. 2004년에 이나기촌, 유게정, 우오시마촌의 1정 3촌이 합병에 의해 가미지마정이 되었다.

## 지리
세토 내해 국립공원의 거의 중앙에 위치하고 게이요 제도의 이와키 섬, 아코네 섬, 쓰나미 섬의 3개 섬으로 이루어진 촌이다.

## 역사
- 1889년 12월 15일 - 정촌제 시행에 의해 오치군 이와기촌이 성립하였다.
- 2004년 10월 1일 - 이나기촌, 유게정, 우오시마촌과 합병해 가미지마정이 되었다.

## 촌장
- 이와모토 사나에 (稲本 早苗)